# アンナ・ハーグ
アンナ・ハーグ（Anna Margret Haag、旧姓ハンソン、1986年6月1日 - ）は、スウェーデン、ヴェストマンランド県ショーピング出身のクロスカントリースキー選手。

## プロフィール
出生名はアンナ・ハンソンであったが、2008年5月に母の姓であるハーグに改姓した。
2009年ノルディックスキー世界選手権では4x5kmリレーで銅メダルを獲得、2010年バンクーバーオリンピックではパシュートとチームスプリントで銀メダルを獲得、2011年ノルディックスキー世界選手権では4x5kmリレーで銀メダルを獲得した。 
クロスカントリースキーのスウェーデン代表選手であるエミール・ヨンソンと交際中で、ともにクロスカントリースキー普及のための会社を運営している。